# Domingo Matheu (Rosario)
Domingo Matheu es un barrio comprendido entre los distritos Sur y Sudoeste de la ciudad de Rosario, provincia de Santa Fe, Argentina. Debe su nombre al que fuera presidente de la Junta Grande de las Provincias Unidas del Río de la Plata, Domingo Matheu.
El barrio debe su origen a la actividad industrial.

## Límites
Entre sus principales calles se encuentran Avenida San Martín (al este), Bulevar Oroño, Ovidio Lagos, y Bulevar Seguí (al norte).
Matheu limita con los barrios La Guardia (al sur), España y Hospitales (al norte), Parque Casado (al norte), Jorge Cura (al norte), Alvear (al oeste) y General Las Heras (al este).

## Lugares de Interés, Instituciones Públicas
En el barrio se encuentran la escuela Doctor Pedro Nicasio Arias, la escuela Rosario de Santa Fe, la escuela La Argentina, la escuela María Madre de la Iglesia y la escuela Provincia de Corrientes.
El barrio contiene completamente a la Villa Moreno, además de casi en su totalidad a la Villa Centeno. 
La Villa Moreno cuenta con el club Agrupación Infantil Oroño (AIO) (se inauguraron nuevas instalaciones en enero de 2017). La mencionada Villa sufrió hechos de crímenes y narcotráfico.
El club social y deportivo Fábrica de Armas Domingo Matheu lleva el nombre del mismo personaje histórico, sin embargo, el club no está localizado dentro de los límites del barrio, sino en el barrio Plata.